# اشپرینگر ساینس+بیزینس مدیا
اشپرینگر ساینس+بیزینس مدیا (Springer Science+Business Media S.A.‎) یک ناشر بین‌المللی است که کتب آکادمیک و مجلات تخصصی علمی، کتاب‌های الکترونیکی و مجلات مروری علمی، (STM) فنی و پزشکی را منتشر می‌کند؛ و مقر اصلی آن در برلین قرار دارد. اشپرینگر پس از الزویر دومین ناشر بزرگ مجلات تخصصی دنیا با نزدیک ۶۰ خانهٔ نشر، ۱٬۹۰۰ ژورنال، ۵٬۵۰۰ کتاب در سال با فروش ۹۲۴ میلیون یورو (در سال ۲۰۰۶) و ۵٬۰۰۰ کارمند است. دفترهای اصلی اشپرینگر در برلین، هایدلبرگ، دوردرخت و نیویورک قرار دارند.
اشپرینگر تقریباً ۲۲۰۰ مجله به زبان انگلیسی و بیش از ۸۴۰۰ کتاب جدید در سال ۲۰۱۳ منتشر کرده‌است و این اشپرینگر را به بزرگترین مجموعه STM کتاب در جهان و همچنین به عنوان نمونه‌ترین و جامع‌ترین مجلات دسترسی آزاد تبدیل کرده‌است. در سال ۲۰۱۳، اشپرینگر ساینس+بیزینس مدیا حدود ۹۴۳٬۰۰۰٬۰۰۰ یورو فروش داشته‌است.
در تاریخ ۱۵ ژانویهٔ ۲۰۱۵، گروه انتشارات هالتسبرینگ (Holtzbrinck Publishing Group) و نیچر (Nature Publishing Group) و اشپرینگر ساینس+بیزینس مدیا از ادغام با یک دیگر خبر دادند.
این قرار داد در مه ۲۰۱۵ منعقد شد و انتشارات هالتسبرینگ با داشتن سهم اکثریت ۵۳٪ و همکاران BC با حفظ سهم ۴۷٪ در این شرکت، یک شرکت سرمایه‌گذاری مشترک جدید، به نام اشپرینگر نیچر، تشکیل شد.

## تاریخچه
ژولیوس اشپرینگر، اشپرینگر ورلاگ را در برلین در سال ۱۸۴۲ تأسیس کرد و پسرش فردیناند اشپرینگر آن را از یک شرکت کوچک با چهار کارمند به دومین ناشر دانشگاهی آلمان با ۶۵ کارمند تنها در ۳۰ سال رشد داد. در سال ۱۹۶۴، اشپرینگر کسب و کار خود را در سطح بین‌المللی با بازکردن یک دفتر در شهر نیویورک گسترش داد. به زودی به دنبال آن دفاتری در توکیو، پاریس، میلان، هنگ کنگ و دهلی به راه انداخت.
شرکت چاپ و نشر دانشگاهی (BertelsmannSpringer) پس از آن که برتلزمان اکثریت سهام اشپرینگر ورلاگ را در سال ۱۹۹۹ خریداری کرد، تشکیل شد. گروه‌های سرمایه‌گذاری بریتانیا (Cinven) و (Candover)، شرکت چاپ و نشر دانشگاهی (BertelsmannSpringer) را از برتلزمان در سال ۲۰۰۳ خریداری کردند. در سال ۲۰۰۴ آن‌ها شرکت را با یک ناشر علمی هلندی به نام کلوور (Kluwer) که از ولترز کلوور در سال ۲۰۰۲ خریداری کرده بودند ادغام کردند و به صورت اشپرینگر ساینس+بیزینس مدیا درآوردند.
در سال ۲۰۰۹، Cinven و Candover اشپرینگر را به دو شرکت سهام خصوصی، همکاران EQT وشرکت سرمایه‌گذاری دولت سنگاپور به فروش می‌رسد.
در سال ۲۰۱۱، اشپرینگر بازاریابی دارویی و خدمات چاپ و نشر را از ولترز کلوور به دست آورد.
در سال ۲۰۱۳، شرکت خصوصی مستقر در لندن به نام بی سی پارتنر (BC Partners) اکثریت سهام اشپرینگر را نسبت به EQT و GIC که برابر با ۴٫۴ میلیارد دلار بود را به دست آورد.

## محصولات الکترونیکی
اشپرینگر دسترسی الکترونیکی به کتب و مجلات خود را در سایت SpringerLink و در سال ۱۹۹۶ میسر می‌کند.
اشپرینگر پروتکل (SpringerProtocols) مجموعه‌ای از پروتکل‌ها و دستور العمل‌های لازم برای انجام گام به گام آزمایش در آزمایشگاه‌های تحقیقاتی است.
اشپرینگر ایمیج (SpringerImages) در سال ۲۰۰۸ راه اندازی شد و در حال حاضر مجموعه‌ای با بیش از ۱٫۸ میلیون تصویر در زمینه علمی، فناوری و دارو ارائه می‌دهد.
اشپرینگر متریال (SpringerMaterials) در سال ۲۰۰۹ راه اندازی شد و یک پلت فرم برای دسترسی به پایگاه داده لندولت-بورن اشتاین از (Landolt-Börnstein) تحقیق و اطلاعات بر روی مواد و خواص آن‌ها است.

## نگاهی بیندازید به
- فهرست ناشران (List of publishers)
- مراقبت رسانه (Media concentration)